# 刘铠翔
刘铠翔（英文：Bryson Lew Kai Xiang ，2003年2月4日—），出生於馬來西亞雪蘭莪州，是马来西亚華人YouTuber，其频道名为“Bryson Lew 刘铠翔” ，频道订阅者拥有113万。其小学毕业于SJKC Connaught 2（康乐二校）。

## 簡介
刘铠翔出生于2003年2月4日，是马来西亚华人YouTuber之一，年纪轻轻却拥有114万订阅量，曾与马来西亚多名YouTuber一起演出。其小学毕业于SJKC Connaught 2（康乐二校）。中学及大学未知。

## 音樂作品
創作歌曲
- 小姐姐
- 放下是最好的結局
- 我就是沒有女朋友
- 這是我的新年
- The Corona Song
- 媽咪辛苦了
- 不打signal的人